# Briec
Briec är en kommun i departementet Finistère i regionen Bretagne i västra Frankrike. Kommunen ligger i kantonen Briec som tillhör arrondissementet Quimper. År 2022 hade Briec 5 815 invånare.

## Befolkningsutveckling
Antalet invånare i kommunen Briec
Referens:INSEE